# Sicario: Day of the Soldado
Sicario: Day of the Soldado és una pel·lícula italo-estatunidenca dirigida per Stefano Sollima, estrenada el 2018. Segueix Sicari de Denis Villeneuve estrenada l'any 2015. S'ha subtitulat al català.

## Argument
Un atac suïcida mata 15 persones en un supermercat de Kansas City. La investigació destaca enllaços entre els kamikazes i dels passadors de clandestins a la Frontera EUA-Mèxic, una regió en mans dels traficants de drogues. En missió a Djibouti i Somàlia, Matt Graver és novament enviat a aquesta regió, per a una missió orquestrada a l'ombra per la CIA. Matt crida novament a Alejandro Gillick, el sicari amb el qual ha lluitat contra el càrtel de Juárez. Sota les ordres no oficials del secretari de Defensa, Matt ha de crear una guerra entre els càrtels perquè aquests últims s'autodestrueixin. Matt proposa de segrestar Isabela, la filla del cap del càrtel Carlos Reyes, en una operació de falsa bandera.

## Repartiment
- Benicio del Toro: Alejandro Gillick
- Josh Brolin: Matt Graver
- Isabela Moner: Isabela Reyes
- Jeffrey Donovan: Steve Forsing
- Manuel Garcia-Ruflo: Gallo
- Catherine Keener: Cynthia Foards
- Matthew Modine: James Ridley
- David Castaneda: Hector
- Elijah Rodriguez: Miguel Hernandez
- Ian Bohen: Carson Wills
- Jake Picking: Shawn
- Jackamoe Buzzell: comandant Willett
- Shea Whigham: Andy Wheeldon
- Christopher Heyerdahl: El director
- Howard Ferguson Jr.: Troy
- Jacqueline Torres: Blandina
- Raoul Max Trujillo: Rafael
- Bruno Bichir: Angel
- Jake Picking: Shawn
- Diane Villegas: Ida

## Producció

### Gènesi i desenvolupament
El setembre de 2015, s'anuncia que Lionsgate considera una continuació a Sicario, llavors tot just estrenada als Estats Units, centrada sobre el personatge de l'assassí a sou Alejandro, encarnat per Benicio del Toro. El guionista Taylor Sheridan i el director Denis Villeneuve estan llavors lligats al projecte. Un dels productors, Trent Luckinbill, explica l'interès del personatge d'Alejandro: « Tenim un personatge amb força amb Benicio, tan fosc com possible i no obstant això molt apreciat. Troba un eco a prop del públic. La gent vol saber el que passarà. És una molt bona pista a explorar, per a nosaltres. ».
El juny de 2016, l'italià Stefano Sollima és confirmat en la plaça de director. El títol del film, Soldado, és revelat tot just després.
El novembre de 2016, el guionista explica que no ha volgut incloure el personatge de Kate Mercer (encarnat per Emily Blunt) en aquesta continuació: « va ser la meva decisió, i vaig un dia haver de parlar-ne. La seva història havia acabat... No arribava a trobar una manera d'escriure el seu personatge d'una manera que retria justícia al seu talent d'actriu. Què fer després? Es trasllada a un poble petit, n'esdevé la xèrif, la segresten i tens Taken!

### Distribució dels papers
Benicio del Toro, Josh Brolin i Jeffrey Donovan reprenen el seu paper respectiu del primer film. Emily Blunt havia estat inicialment confirmada per reprendre el seu paper de Kate Macer, que finalment no ha estat inclosa.
L'octubre de 2016, Catherine Keener s'uneix al repartiment.

### Rodatge
El rodatge comença el 8 de novembre de 2016 a Nou Mèxic

## Crítica
- Als Estats Units, el film rep crítiques més aviat positives. A Rotten Tomatoes, Sicario obté un 64% d'opinions favorables per a 186 crítiques 6,4⁄10.[9] A Metacritic, el film té una mitjana de 61⁄100 per a 50 crítiques.[10]

- "Més violent, fins i tot salvatge i feridor, que la seva antecessora, aquest viacrucis que sap anar de l'apunti pessimista polític a una peckinpahniana mirada sobre l'amistat, busca la llum en la foscor (…) Puntuació: ★★★★ (sobre 5)"[11]

- "Dura i implacable de forma impactant (...) 'Soldado' potser no sigui tan magistral com l'original de Villeneuve, però estableix un món de possibilitats."[12]

- "Una seqüela digna i dura (...) Sheridan ha desenvolupat una nova història captivadora que treu el millor de Benicio Del Toro i Josh Brolin."[13]